# Непряма функція корисності
У теорії споживання, непряма функція корисності відбиває максимальну корисність споживача залежно від цін {\displaystyle p} і від доходу {\displaystyle w}.
Функція називається непрямою, тому що зазвичай споживачі розглядають і оцінюють набори в залежності від кількості спожитих товарів, а не від їхніх цін. Непряму функцію корисності {\displaystyle v(p,\ w)} можна обчислити з функції корисності {\displaystyle u(x)}, розв'язавши задачу максимізації корисності, звідки буде знайдено найбажаніший набір {\displaystyle x(p,\ w)} (маршалівський попит), тоді непряма функція корисності дорівнюватиме {\displaystyle v(p,\ w)=u(x(p,\ w))}

## Властивості непрямої функції корисності
- не зростає за цінами, оскільки збільшення цін не може зробити доступним той набір, який відповідає більшій корисності;
- не спадає за доходом, оскільки при зростанні доходу, принаймні, можливо споживати колишній набір;
- однорідна нульового степеня за цінами і доходом; якщо ціни й дохід зростуть пропорційно на одну і ту ж величину (ідеальна інфляція), функція не зміниться;
- квазіопукла відносно цін і доходу (p, w);
- неперервна у внутрішніх точках (в силу теореми про максимум);
- якщо функція v(•) диференційовна в точці {\displaystyle ({\overline {p}},{\overline {w}})}, маршалівський попит можна обчислити через тотожність Роя: {\displaystyle x_{i}({\overline {p}},{\overline {w}})=-{\frac {\partial v({\overline {p}},\ {\overline {w}})/\partial p_{i}}{\partial v({\overline {p}},\ {\overline {w}})/\partial w}}}.